# Teresa Baranowska-George
Teresa Baranowska-George (ur. 24 stycznia 1920 lub 1926 w Piotrkowie Trybunalskim, zm. 30 marca 2017 w Szczecinie) – polska okulistka, strabolog, profesor medycyny. Współautorka szczecińskiej metody leczenia zeza.

## Życiorys
W latach 1945–1949 studiowała na Wydziale Lekarskim Uniwersytetu Łódzkiego, a następnie (1951) w Akademii Medycznej w Szczecinie (PAM), gdzie została zatrudniona w 1950, doktoryzowała się w 1961 i pracowała do 1969. W 1970 na krótko wróciła do rodzinnego Piotrkowa, by pokierować oddziałem okulistycznym Szpitala Miejskiego. Dwa lata później (1972) otrzymała w Szczecinie habilitację i została tam kierownikiem Kliniki Okulistycznej. W 1983 objęła funkcję kierownika I Kliniki Okulistycznej i Zakładu Patofizjologii Narządu Wzroku szczecińskiej PAM. W 1989 został jej nadany tytuł naukowy profesora nauk medycznych.
Była członkiem Polskiego Towarzystwa Okulistycznego, Szczecińskiego Towarzystwa Naukowego oraz Polskiego Towarzystwa Lekarskiego. Zasiadała ponadto we władzach szczecińskiej Fundacji na rzecz Zapobiegania Ślepocie i Niedowidzeniu. Od 1963 była członkiem PZPR.
Zainteresowania badawcze i kliniczne T. Baranowskiej-George dotyczyły m.in. leczenia zeza. Publikowała w czasopismach krajowych i zagranicznych, m.in. w Klinice Ocznej, gdzie zasiadała w komitecie honorowym.
Autorka opracowania „Leczenie zeza ze szczególnym uwzględnieniem metody szczecińskiej” (wyd. 1983, ISBN 978-83-200-1068-8) oraz skryptu „Okulistyka współczesna w zarysie”. Współautorka 3-tomowego podręcznika „Okulistyka współczesna” wydanego pod redakcją Witolda Orłowskiego.
Odznaczona m.in. Krzyżem Kawalerskim Orderu Odrodzenia Polski oraz Złotym Krzyżem Zasługi.